# 한국물리학회
사단법인 한국물리학회(韓國物理學會, The Korean Physical Society, KPS)는 물리학의 발전과 그 응용보급에 기여하고 과학의 발전에 기여함을 목적으로 1952년 12월 7일에 설립된 학술단체이다. 사무실은 서울특별시 강남구 테헤란로 7길 22 한국과학기술회관 1관 601호에 있다.

## 개요
1946년 창립된 조선수물학회로 출발하였으나, 6.25 전쟁 중인 1952년 대한수학회와 각각 분리되면서 최규남 등이 중심이 되어 피난지 부산에서 창립됐다. 1975년 6월 28일에 과학기술처로부터 사단법인으로 설립 허가를 받았다.
현재 12개의 분과위원회와 지역별 8개의 지부, 직장별로 100개의 분회가 조직되어 있다. 한국물리학회는 미국물리학회, 일본물리학회를 비롯한 7개국의 물리학회와 교류 협정을 체결하고 있으며, 물리학 관련 국제 기구인 IUPAP, AAPPS, APCTP 등에 가입되어 있다. 그 외에도 월간 학술잡지 《새물리》, 홍보잡지 《물리학과 첨단기술》과 국제영문학술지 《JKPS》, 《CAP》를 발행하고 있다.
또한 봄과 가을에 학생들과 연구원들의 포스터 발표와 구두 발표의 기회를 부여하는 학술발표 대회를 개최하고 있는 것을 비롯해, 국제학술행사로는 1982년부터 격년으로 국제반도체물리학 심포지엄과 1996년부터 첨단소재 및 소자 국제학술대회를 개최하고 있다.

### 연혁
- 1946년 10월: 조선수물학회 창립
- 1948년: 한국수물학회로 명칭 변경
- 1952년 12월 7일: 한국물리학회 창립
- 1961년 6월 10일: 학회지 《새물리》 창간
- 1988년 4월 10일: 학회지 《응용물리》 창간
- 2022년 10월 18~21일: 창립 70주년 기념 가을학술논문발표회 및 제98회 정기총회 개최

## 주요 사업
- 학술적 회합의 개최
- 학술간행물의 발행 및 배포
- 학술자료의 조사, 수집 및 교환
- 학술의 국제교류
- 과학기술진흥에 관한 지원 및 건의
- 기타 본 학회의 목적 달성에 필요한 사항

## 구성원
- 회장
- 부회장
- 이사
- 감사
- 편집위원회
  - 새물리 편집위원회
  - JKPS 편집위원회
  - CAP 편집위원회
  - 홍보잡지편집위원회
- 실무이사회
  - 실무이사장
  - 총무담당실무이사
  - 재무담당실무이사
  - 새물리편집담당실무이사
  - JKPS편집담당실무이사
  - 홍보잡지편집담당실무이사
  - CAP편집담당실무이사
  - 교육담당실무이사
  - 학술담당실무이사
  - 섭외담당실무이사
  - 사업담당실무이사
- 지부장
  - 대구·경북지부
  - 대전·충남지부
  - 부산·울산·경남지부
  - 광주·전남지부
  - 강원지부
  - 전북지부
  - 충북지부
  - 제주특별지부

### 분과회 위원장
분과위원회동일 또는 유사전문연구분야의 연구자간의 연대를 강화하고 정보교환 및 공동연구에 도움이 되도록 하기 위해 설립된 분과가 다음과 같이 12개에 이르고 있다.
- 입자물리학분과회 위원장
- 원자핵물리학분과회 위원장
- 응집물질물리학분과회 위원장
- 응용물리학분과회 위원장
- 통계물리학분과회 위원장
- 물리교육분과회 위원장
- 플라스마물리학분과회 위원장
- 광학 및 양자전자학분과회 위원장
- 원자 및 분자물리학분과회 위원장
- 반도체물리학분과회 위원장
- 천체물리학분과회 위원장
- 생물물리학분과회 위원

각 분과에서는 독자적으로 워크숍, 심포지움, 세미나 및 월례강연회 등을 개최하고 있으며 프로시딩(발표논문집)과 뉴스레터 등을 발간하고 있다.

## 같이 보기
- 대한화학회
- 대한해부학회
- 대한의사협회
- 대한수학회